# Камьяран
Камьяра́н (перс. مریوان‎, курд. Kamyaran, сорани کامیاران) — город на западе Ирана, в провинции  Курдистан. Административный центр шахрестана  Камьяран. Шестой по численности населения город провинции.

## География
Город находится в южной части Курдистана, в центре живописной горной равнины, на высоте 1410 метров над уровнем моря.
Камьяран расположен на расстоянии приблизительно 55 километров к югу от Сенендеджа, административного центра провинции и на расстоянии 400 километров к западу-юго-западу (WSW) от Тегерана, столицы страны.

## Население
По данным переписи, на 2006 год население составляло 46 760 человека; в национальном составе преобладают курды (носители языков сорани и келхури), в конфессиональном — мусульмане-сунниты.
| 1986   | 1991   | 1996   | 2006   | 2012   |
| ------ | ------ | ------ | ------ | ------ |
| 24 958 | 34 149 | 41 945 | 46 760 | 50 688 |

## Достопримечательности
В 45 километрах к северо-западу от города расположен эпиграфический памятник, представленный высеченной на скале 47-строчной надписью, выполненной клинописью. Надпись датируется эпохой правления ассирийского царя Саргона II и повествует о его завоеваниях.
В 50 километрах к северо-западу, в районе деревни Говез (Govaz) находится минеральный источник, воды которого богаты железом и серой и могут быть использованы как для питья, так и в лечебных целях (в терапии кожных и респираторных заболеваний, а также ревматизма).